# 勒比基耶尔
勒比基耶尔（法語：Lebucquière，法語發音：[ləbykjɛʁ]）是法国上法蘭西大區加来海峡省的一个市镇，属于阿拉斯区。

## 地理
勒比基耶尔（50°6'45"N, 2°57'58"E）面积4.75 平方千米，位于法国上法蘭西大區加来海峡省，该省份为法国北部沿海省份，西北濒北海，南至索姆省，东临北部省。
与勒比基耶尔接壤的市镇（或旧市镇、城区）包括：博梅莱康布雷、伯尼、阿普兰库尔、韦吕。

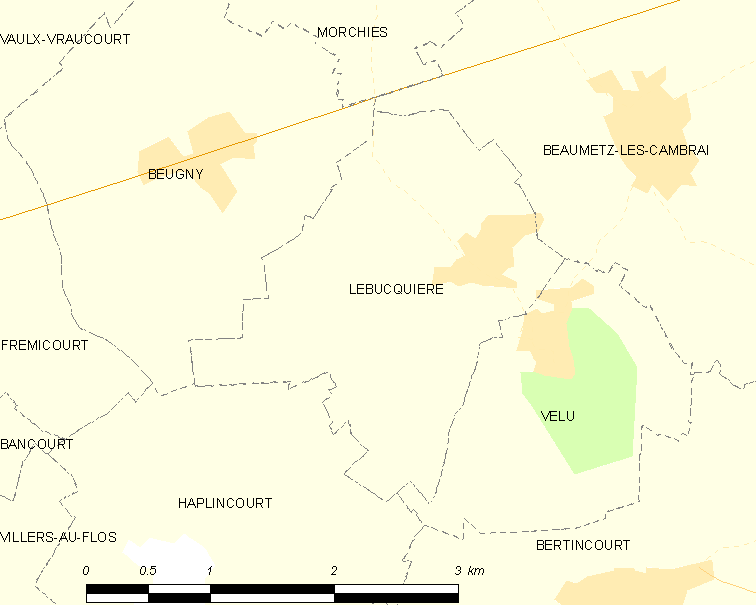
勒比基耶尔的OSM定位图

勒比基耶尔的时区为UTC+01:00、UTC+02:00（夏令时）。

## 行政
勒比基耶尔的邮政编码为62124，INSEE市镇编码为62493。

## 政治
勒比基耶尔所属的省级选区为巴波姆县。

## 人口

1962-2008年间勒比基耶尔人口变化图示

勒比基耶尔于2022年1月1日时的人口数量为232人。